# Parafilaroides normani
Parafilaroides normani is een rondwormensoort uit de familie van de Filaroididae. De wetenschappelijke naam van de soort is voor het eerst geldig gepubliceerd in 2009 door Dailey.